# 조던 런드
조던 런드(Jordan Lund, 1957년 5월 7일 ~ )는 미국의 배우이다.
롱아일랜드에서 태어났다.

## 출연 작품

### 영화
- 상처 뿐인 훈장 (1989)
- 탈옥 (1989)
- 후계자 (1990)
- 와일드 엔젤 (1992, Bad Love)
- 흑백 소동 (1993)
- 스피드 (1994)
- 골디락스 (1995, Goldilocks and the Three Bears)
- 대통령의 연인 (1995)
- 스피시즈 (1995)
- 비포 앤 애프터 (1996)
- 에디 머피의 라이프 (1999)
- 스토리 오브 어스 (1999)
- 비지트 (2000, The Visit)
- Beautiful (2000)
- 돈벼락을 맞은 여자 (2000, More Dogs Than Bones)
- 알렉스 & 엠마 (2003)
- 그녀가 모르는 그녀에 관한 소문 (2005)
- 버킷리스트: 죽기 전에 꼭 하고 싶은 것들 (2007) - 타투 아티스트 역

### 텔레비전
- 로앤오더: 범죄 전담반 (1995-97)